# Дагестан
Република Дагестан (на аварски език: Дагъистаналъул Жумгьурият, на лезгински: Дагъустандин Республика, на азербайджански език: Dağıstan Respublikası, Дағыстан Республикасы, на лакски език: Дагъусттаннал Республика, на даргински език: Дагъистан республика) е субект на Руската Федерация. Влиза в състава на Севернокавказки федерален окръг и Севернокавказкия икономически район. Площ 50 270 km2 (52-ро място, 0,29%), население на 1 януари 2017 г. 3 041 900 души (13-о място, 2,07%). Столица е град Махачкала. Разстояние от Москва до Махачкала — 2 166 km. Тук се намира най-южната точка на Руската федерация.
В Дагестан съжителстват хора, принадлежащи към десетки етноси. Най-много са аварците, даргинците, кумиките и лезгинците, които общо възлизат на около 75% от цялото население на Дагестан. Етническите руснаци са едва около 5%, но руският е официален език в републиката. Повечето етноси говорят на кавказки, тюркски или ирански езици. Мнозинството изповядват исляма, има и християни.
От началото на 90-те години на 20 век, т.е. след разпадането на Съветския съюз, в Дагестан се наблюдава ислямистка бунтовническа дейност с ниска интензивност, спорадични сепаратистки конфликти, междуетническо напрежение и терористични действия. Според Международната кризисна група, за голяма част от насилието от 2003 година насам е отговорна военизираната ислямистка организация Шариат Джамаат.

## История
- Още през каменната епоха на Дагестанска територия живеят хора. От бронзовата ера са останките на селища и могили в равнинната част.
- През VII век пр.н.е. Дагестанските земи завладяват скитите.
- По-късно в южните части живеел древният народ каспии, дал името на морето.
- През I-IV век тук живели чергарските племена на масагетите.
- През IV век южната част от територията влиза в състава на Кавказка Албания (Аран).
- През VIII – IX век територията на Дагестан става част от Хазарския хаганат.
- През VI век Дагестанските земи са завладени от Сасанидска Персия.
- През VII век в Дагестан се разпространява исляма под властта на Арабския халифат.
- През X век започва формиране на независими държавни образувания (Дербентски емират, Аварско ханство, Табасаран.
- През средата на XI век на територията на Дагестан за няколко десетилетия се образува Савирското княжество. Впоследствие то е асимилирано от Вожлко-Камска България
- През XII век на юг се образувала феодалната държава Ширван.
- През XIII век крайбрежието завладяват монголите.
- През XVI век южният район е под властта на Османската империя.
- През XVIII век се води борба за контрол над Дагестан между Руската империя и Персия.
- Окончателно е присъединен към Русия през 1813 г.
- През 30-те и 50-те години на XIX век имам Шамил води война с Русия.
- На 20 януари 1921 г. е образувана Дагестанска АССР. На 17 септември 1991 г. е преименувана в Дагестанска ССР, а на 17 декември 1991 г. в Република Дагестан.

## Географска характеристика

### Географско положение, граници
Република Дагестан е разположена на западния бряг на Каспийско море, в източната част на Северен Кавказ. Граничи с Азербайджан на юг, с Грузия на югозапад, с Република Чечения на запад, със Ставрополски край на северозапад, и с Република Калмикия на север. На изток страната се мие от водите на Каспийско море. Бреговата линия (530 km) е слабо разчленена. На север са Аграханският и Кизлярският заливи, Аграханският полуостров, островите Чечен, Тюлени и др.

### Релеф
По структурата на ландшафта територията на страната се дели на четири части. 1.Низинна част (голям процент под морското равнище) обхващаща югозападните предели на Прикаспийската низина, поделяща се на Терско-Кумско, Терско-Сулакска и Приморска низина. 2.Предпланинска част на Северен Кавказ, състояща се от отделни хребети със северозападно и югоизточно простиране, разделени от широки долини и котловини. 3.Вътрешен планински Дагестан се характеризира от съчения на широки плата (Арактау, Гунибско, Хунзахско и др.) и тесни моноклинални гребени хребетите Салатау, Гумрински и др.) с височина до 2500 m. Планинските хребети на много места са прорязани от дълбоки ждрела и каньони, сред които по своята дълбочина (до 1800 m) се отличава Главния каньон на река Сулак. 4.Високопланински Дагестан включва две основни планински вериги – Главния (Вододелен) хребет на Голям Кавказ (в Дагестан е неговият северен склон) и неговия Страничен хребет. В близост до най-южната точка на Русия, на границата с Азербайджан се извисява връх Базардюзю 4466 m, най-високата точка на Република Дагестан.

### Полезни изкопаеми
Сред полезните изкопаеми промишлено значение имат находищата на нефт, природен газ, въглища, сяра, варовикови и кварцови пясъци.

### Климат
Република Дагестан се намира в умерения климатичен пояс, а в планините е високопланински. Като цяло климатът на страната се характеризира като топъл и сух. Средната януарска температура в низинните райони е от +1,4 °C до -2,9 °C (в планините от -5 °C до -11°), а средната юлска до +24 °C. Средногодишното количество на валежите е от 200 – 300 mm в североизточните низинни части до 600 – 800 mm в планините с максимум през пролетно-летния сезон. Вегетационния период (с денонощни температури над 10 °C) е от 160 – 180 дни на север, до 235 – 250 дни на юг.

### Води
Речната мрежа на Дагестан се отличава със значителна гъстота и се отнася към водосборните басейни на Каспийско море и Прикаспийската безотточна област. В страната има 6255 реки с обща дължина 18 347 km. Над 90% от тези реки са планински, като се характеризират с дълбоко всечени долини, значителна разчлененост и голям наклон. От множеството дагестански реки само 20 от тях достигат до Каспийско море, а останалите се губят в пясъците на Прикаспийската низина или водите им на 100% се използват за напояване. Реките в Дагестан се делят на две групи спрямо начинът им на подхранване – смесено с преобладаване на ледниковото (Терек, Сулак, Самур и др.) и смесено с преобладаване на дъждовното и подземното (Акташ, Гюлгеричай, Рубас и др.). За всички дагестански реки е характерно пролетно-лятното пълноводие (юни – август) в периода на активното топене на снеговете и ледниците и обилните валежи през този сезон. Повечето от реките в страната през зимата не замръзват. Главните реки в Дагестан са: Терек (най-долното течение и делтата), Кума (в най-северната част), Сулак (цялото течение) и Самур (в южната част на страната). Изградени са голямо количество напоителни канали.
На територията на Дагестан има над 900 езера и изкуствени водоеми с обща площ около 389 km2, в т.ч. около 430 езера с площ над 10 дка. Повечето от големите езера на страната са солени, а всички сладководни езера са малки и се намират само в планинската част. Най-голямото естествено езеро е соленото лиманно езеро Южен Аграхан с площ от 110 km2, разположено на мястото на южната част на бившия Аграхански залив. Най-големите изкуствени водоеми са Чиркейското водохранилище на река Сулак и Ирганайското водохранилище на река Аварско Койсу, дясна съставяща на река Сулак.

### Почви, растителност
В равнинните и низинни части на Дагестан основните почвени видове са кафявите, ливадните и солончаците. В предпланините и планините п разпределението на почвената покривка има ясно изразена зоналност. В предпланините преобладават кафявите горски почви, а по североизточните склонове и на планинските плата във вътрешността са развити планинските черноземи. В планините основните почвени видове са планинско-степните, планинските кафяви горски и планинско ливадните почви.
Растителността в низинните и ниски части на склоновете на Кавказ са заети от пустинна и полупустинна растителност. От 500 – 600 m до към 1500 – 1600 m са разположени горски масиви от дъб, габър, бук, а във вътрешните и високопланински райони – бреза, бор и др. Във вътрешните плата, а също и по северните скланове на планината е характерна планинската степна и полустепна растителност, преминаваща по-нагоре в субалпийски и алпийски пасища.

### Фауна
Най-богат животински свят има в планинската част на страната. Тук обитават дагестански тур, див козел, сърна, кафява мечка, благороден елен и други бозайници. От птиците – планинска пуйка, каменна патица (кеклик), алпийски чавки, орли и др. В Каспийско море – селда, кефал, цаца, есетра, белуга, сьомга.

## Население
По данни от преброяването от октомври 2010 г., Дагестан има население от 2 576 531 души (2,07% от населението на Руската Федерация, 22-ро място в Русия), с плътност 51,2 души/км2. Урбанизацията на населението е 42,79%.
Етническият състав на населението е следният:
- аварци – 29,44%; около – 719 000
- даргинци – 16,52%; около – 347 000
- кумики – 14,20%; около – 302 000
- лезгинци – 13,07%; около – 301 000
- табасарани – 5,02%; около – 129 000
- лакци – 4,69%; около – 118 000
- руснаци – 3,33%; около – 104 000
- рутулци – 1,0%; около – 28 000

- Дагестанци в традиционни носии. Снимка на Сергей Прокудин-Горски, направена около 1907 – 1915 г.
- Дагестанец. Снимка на Сергей Прокудин-Горски, направена около 1907 – 1915 г.

## Административно-териториално деление
В административно-териториално отношение Република Дагестан се дели на: 10 републикански градски окръга, 41 муниципални района, 10 града, всичките с републиканско подчинение и 18 селища от градски тип.
| Административна единица      | Площ (km2) | Население (2017 г.) | Административен център | Население (2017 г.) | Разстояние до Махачкала (в km) | Други градове и сгт с районно подчинение                                     |
| ---------------------------- | ---------- | ------------------- | ---------------------- | ------------------- | ------------------------------ | ---------------------------------------------------------------------------- |
| Републикански градски окръзи |            |                     |                        |                     |                                |                                                                              |
| Буйнакс                      | 21         | 64 538              | гр. Буйнакс            | 64 538              | 41                             |                                                                              |
| Дагестанские Огни            | 9          | 29 238              | гр. Дагестанские Огни  | 29 238              | 118                            |                                                                              |
| Делбент                      | 70         | 123 162             | гр. Дербент            | 123 162             | 121                            |                                                                              |
| Избербаш                     | 23         | 58 147              | гр. Избербаш           | 58 147              | 56                             |                                                                              |
| Каспийск                     | 33         | 113 348             | гр. Каспийск           | 113 348             | 14                             |                                                                              |
| Кизилюрт                     | 50         | 47 425              | гр. Кизилюрт           | 36 570              | 64                             | Бавтугай, Нови Сулак                                                         |
| Кизляр                       | 32         | 50 964              | гр. Кизляр             | 48 396              | 170                            | Комсомолски                                                                  |
| Махачкала                    | 468        | 722 314             | гр. Махачкала          | 592 976             |                                | Албурикент, Кяхулай, Ленинкент, Нови Кяхулай, Семендер, Сулак, Тарки, Шамхал |
| Южно-Сухокумск               | 82         | 10 543              | гр. Южно-Сухокумск     | 10 543              | 312                            |                                                                              |
| Муниципални райони           |            |                     |                        |                     |                                |                                                                              |
| Агулски                      | 794        | 10 452              | с. Тпиг                | 2829                | 240                            |                                                                              |
| Акушински                    | 623        | 53 128              | с. Акуша               | 4697                | 133                            |                                                                              |
| Ахвахски                     | 197        | 24 151              | с. Карата              | 4153                | 277                            |                                                                              |
| Ахтински                     | 1120       | 31 492              | с. Ахти                | 13 400              | 244                            |                                                                              |
| Бабаюртовски                 | 3255       | 48 134              | с. Бабаюрт             | 16 149              | 129                            |                                                                              |
| Ботлихски                    | 688        | 57 908              | с. Ботлих              | 12 159              | 252                            |                                                                              |
| Буйнакски                    | 1827       | 80 131              | гр. Буйнакс            |                     | 41                             |                                                                              |
| Гергебилски                  | 347        | 21 160              | с. Гергебил            | 5520                | 138                            |                                                                              |
| Гумбетовски                  | 676        | 22 675              | с. Мехелта             | 3314                | 166                            |                                                                              |
| Гунибски                     | 610        | 26 701              | с. Гуниб               | 2580                | 157                            |                                                                              |
| Дахадаевски                  | 761        | 36 374              | с. Уркарах             | 4394                | 152                            | Кубачи                                                                       |
| Дербентски                   | 821        | 102 429             | гр. Дербент            |                     | 121                            | Белиджи, Мамедкала                                                           |
| Докузпарински                | 377        | 15 214              | с. Усухчай             | 1866                | 229                            |                                                                              |
| Казбековски                  | 585        | 47 353              | с. Дилим               | 9721                | 108                            | Дубки                                                                        |
| Кайтагски                    | 678        | 32 738              | с. Маджалис            | 6815                | 121                            |                                                                              |
| Карабудахкентски             | 1427       | 31 860              | с. Карабудахкент       | 17 144              | 42                             | Ачису                                                                        |
| Каякентски                   | 691        | 55 633              | с. Новокаякент         | 5130                | 70                             |                                                                              |
| Кизилюртовски                | 524        | 70 039              | гр. Кизилюрт           |                     | 64                             |                                                                              |
| Кизлярски                    | 3047       | 72 659              | гр. Кизляр             |                     | 170                            |                                                                              |
| Кулински                     | 651        | 11 031              | с. Вачи                | 894                 | 180                            |                                                                              |
| Кумгоркалински               | 1256       | 26 665              | с. Кормаскала          | 7722                | 19                             | Тюбе                                                                         |
| Курахски                     | 699        | 14 901              | с. Курах               | 3235                | 226                            |                                                                              |
| Лакски                       | 704        | 11 392              | с. Кумух               | 1930                | 157                            |                                                                              |
| Левашински                   | 813        | 75 852              | с. Леваши              | 11 186              | 107                            |                                                                              |
| Магарамкентски               | 655        | 61 857              | с. Магарамкент         | 6953                | 179                            |                                                                              |
| Новолакски                   | 219        | 33 886              | с. Новолакское         | 6862                | 98                             |                                                                              |
| Ногайски                     | 5871       | 19 189              | с. КТерекли-Мектеб     | 6884                | 250                            |                                                                              |
| Рутулски                     | 2188       | 21 225              | с. Рутул               | 4132                | 274                            |                                                                              |
| Сергокалински                | 528        | 27 863              | с. Сергокала           | 8143                | 74                             |                                                                              |
| Сулейман-Сталски             | 666        | 56 656              | с. Касумкент           | 13 232              | 184                            |                                                                              |
| Табасарански                 | 803        | 49 725              | с. Хучни               | 3232                | 177                            |                                                                              |
| Тарумовски                   | 3109       | 32 961              | с. Тарумовка           | 5874                | 199                            |                                                                              |
| Тляратински                  | 1612       | 23 565              | с. Тлярата             | 1200                | 258                            |                                                                              |
| Унцукулски                   | 560        | 30 783              | сгт Шамилкала          | 4816                | 186                            |                                                                              |
| Хасавюртовски                | 1424       | 153 878             | гр. Хасавюрт           |                     | 82                             |                                                                              |
| Хивски                       | 471        | 21 314              | с. Хив                 | 2594                | 204                            |                                                                              |
| Хунзахски                    | 552        | 32 096              | с. Хунзах              | 4245                | 183                            |                                                                              |
| Цумадински                   | 1178       | 25 071              | с. Агвали              | 2677                | 270                            |                                                                              |
| Цунтински                    | 964        | 19 741              | с. Кидеро              | 752                 | 292                            |                                                                              |
| Чародински                   | 894        | 12 547              | с. Цуриб               | 2234                | 182                            |                                                                              |
| Шамилски                     | 892        | 29 145              | с. Хебда               | 72 687              | 201                            |                                                                              |

## Икономика

### Промишленост
Развито е машиностроенето (приборостроене, електроника), хранително-вкусовата промишленост, енергетиката, нефто и газодобивната промишленост, производството на строителни материали, народните занаяти.

### Селско стопанство
Републиката се е специализирала в лозарството, градинарството и зеленчукопроизводството. Развити са овцевъдството и козевъдството.

### На руски език
- Република Дагестан Архив на оригинала от 2010-11-26 в Wayback Machine. – официален сайт
- Сайт на правителството на Република Дагестан Архив на оригинала от 2011-05-12 в Wayback Machine.
- Информационен сайт на Дагестан Архив на оригинала от 2005-03-16 в Wayback Machine.
- Република Дагестан – кратка справка
- Народите на Дагестан Архив на оригинала от 2005-02-10 в Wayback Machine.
- Dag.dax.ru – Систематизиран каталог с анотирани препратки на дагестанския Интернет[неработеща препратка]
- Дагестан на Открития портал на Руския Юг[неработеща препратка]

### На английски
- Dagestan at the NUPI Center for Russian Studies Архив на оригинала от 2006-01-08 в Wayback Machine.
- History of Dagestan at the Daghestan State University Архив на оригинала от 2005-03-07 в Wayback Machine.
- University of Texas maps of the Dagestan region
- Sobaka's independent reporting on Dagestan Архив на оригинала от 2006-04-27 в Wayback Machine.
- BISNIS report – US government report on the economy of Dagestan (2000) Архив на оригинала от 2006-02-18 в Wayback Machine.
- Radio Free Europe discusses religious tension in Dagestan Архив на оригинала от 2017-10-11 в Wayback Machine.